# 제1회 골든 래즈베리상
제1회 골든 래즈베리상은 1980년 영화를 대상으로 1981년 3월에 열린 시상식이다. John Wilson's living room에서 개최되었으며 사회자는 존 윌슨이다.

## 수상 및 후보

### 최악의 작품상
- 음악은 멈출 수 없어 - AFD 수상
- 광란자 - Lorimar/United Artists
- 포뮬라 - MGM/UA
- 13일의 금요일 - Paramount
- 재즈 싱어 - AFD
- 첩보원 실비아 - Universal
- 타이타닉 인양 - AFD
- 새턴 3 - AFD
- 윈도우즈 - United Artists
- 제너두 - Universal

### 최악의 남우주연상
- 재즈 싱어 - 닐 다이아몬드 수상
- 제너두 - Michael Beck
- 코스트 코스트 - 로버트 블레이크
- 드레스트 투 킬 - 마이클 케인
- 아일랜드 - 마이클 케인
- 새턴 3 - 커크 더글러스
- 사랑은 선율을 타고 - 리처드 드라이퍼스
- 계절의 변화 - 안소니 홉킨스
- 음악은 멈출 수 없어 - Bruce Jenner
- 제국의 종말 - Sam J. Jones

### 최악의 여우주연상
- 블루 라군 - 브룩 쉴즈 수상
- 드레스트 투 킬 - 낸시 알렌
- 죽음의 그림자 - 페이 더너웨이
- 샤이닝 - 셜리 듀발
- 새턴 3 - 파라 포셋
- 브론코 빌리 - 선드라 록
- 제너두 - 올리비아 뉴턴-존
- 음악은 멈출 수 없어 - 발레리 페린
- 터치드 바이 러브 - 데보라 래핀
- 윈도우즈 - 탈리아 샤이어

### 최악의 남우조연상
- 글로리아 - John Adames 수상
- 재즈 싱어 - 로렌스 올리비에 수상
- 포뮬라 - 말론 브란도
- 핑크빛 소동 - 찰스 그로딘
- 타이타닉 인양 - 데이빗 셀비

### 최악의 여우조연상
- 허니서클 로즈 - 에이미 어빙 수상
- 윈도우즈 - 엘리자베스 애슐리
- 폭소 감방 - 조지 스탠포드 브라운
- 13일의 금요일 - 베치 파머
- 음악은 멈출 수 없어 - 마릴린 소콜

### 최악의 감독상
- 제너두 - 로버트 그린왈드 수상
- 포뮬라 - 존 G. 아빌드센
- 드레스트 투 킬 - 브라이언 드팔마
- 광란자 - 윌리엄 프리드킨
- 재즈 싱어 - 리처드 플레이셔
- 샤이닝 - 스탠리 큐브릭
- 아일랜드 - 마이클 리치
- Middle Age Crazy - 존 트렌트
- 음악은 멈출 수 없어 - Nancy Walker
- 윈도우즈 - 고든 윌리스

### 최악의 각본상
- 음악은 멈출 수 없어 수상
- 계절의 변화
- 광란자
- 포뮬라
- 뉴욕 소나타
- Middle Age Crazy
- 타이타닉 인양
- 터치드 바이 러브
- 윈도우즈
- 제너두

### 최악의 주제가상
- THE MAN WITH BOGART'S FACE - The Man With Bogart's Face 수상
- 음악은 멈출 수 없어 - Can't Stop The Music
- 제너두 - Suspended in Time
- 계절의 변화 - Where Do You Catch The Bus for Tomorrow?
- 재즈 싱어 - You, Baby, Baby!

## 같이 보기
- 제53회 아카데미상
- 제38회 골든 글로브상
- 제34회 영국 아카데미 영화상